# Cepaea vindobonensis
Espèce
Statut de conservation UICN

 LC  : Préoccupation mineure
Caucasotachea vindobonensis est une espèce de mollusques gastéropodes de la famille des hélicidés.

## Description
La coquille de cette espèce mesure 17 à 21 mm de hauteur et 20 à 25 mm de diamètre. Elle est globuleuse et constituée de 5,5 à 6 tours de spire. Elle est blanchâtre ou jaune terne avec de fines et assez régulières stries d'accroissement et jusqu'à cinq bandes brunes (les deux supérieures étant souvent étroites).

## Habitat
Cet escargot se rencontre sur les buissons des vallées chaudes.

## Répartition
Cette espèce peuple l'Allemagne orientale (haute vallée de l'Elbe jusque Meissen au nord).

## Sources
- Kerney M.P. & Cameron R.A.D. (1979) A Field Guide to the Land Snails of Britain and North-west Europe. Collins, London, 288 p.